# Silas Weir Mitchell
Silas Weir Mitchell (nome completo: Silas Weir Mitchell Neilson) (Filadélfia, 30 de setembro de 1969) é um ator norte-americano conhecido por interpretar personagens perturbadores ou instáveis sendo na maioria de seus papéis, vilão ou louco. Suas redes sociais incluem facebook (Silas Mitchell), instagram (SilasWeirMitchell8) e twitter (MitchellWSilas1) comprovadas pelos seus colegas de elenco da já finalizada série Grimm, na qual interpretava o personagem Monroe.

## Biografia
Ele teve papéis recorrentes em 24 (como Eli Stram), My Name is Earl (como Donny Jones, ex-amigo de Earl), e Prison Break (como fugitivo Charles "Haywire" Patoshik) - Mitchell desempenha o papel de um prisioneiro louco em ambos Prison Break e My Name Is Earl. Ele também desempenhou o papel de Keymaker no filme Rat Race e também aparece em The Whole Ten Yards. Mitchell também fez aparições em CSI: Miami, CSI: NY 1ª Temporada Episódio 19: Crime e contravenção, Burn Notice, Dexter, The Closer (S4 Ep9 como padre  Donahue), Monk, Six Feet Under e Boomtown Rats. Ele também apareceu no seriado CSI na temporada 6, episódio 2. O episódio foi chamado de "Room Service". 
No comentário do DVD de Prison Break, ele menciona que ele já tinha uma audição no Prison Break para os papéis de Theodore "T-Bag" Bagwell e Lincoln Burrows.
Ele apareceu em 2009 no filme A Fork in the Road, ao lado de Jaime King, e Halloween 2. Atuou em um show da FOX, Mental com Chris Vance, também de Prison Break. Atualmente participa dsérie americana Grimm, exibida no Universal Channel, que se baseia nos contos dos irmãos Grimm. Monroe, seu personagem, é um Blutbad "reformado" e solitário, que se torna amigo do protagonista, o grimm Nick Burkhardt (David Giuntoli) juntamente com os personagens: Rosalee Calvert(Bree Turner), Juliette Silverton (Bitsie Tulloch), Hank Griffin (Russel Hornsby), e o Sargento Wu (Reggie Lee).